# Instituto de Ciências Humanas e Sociais (UFOP)

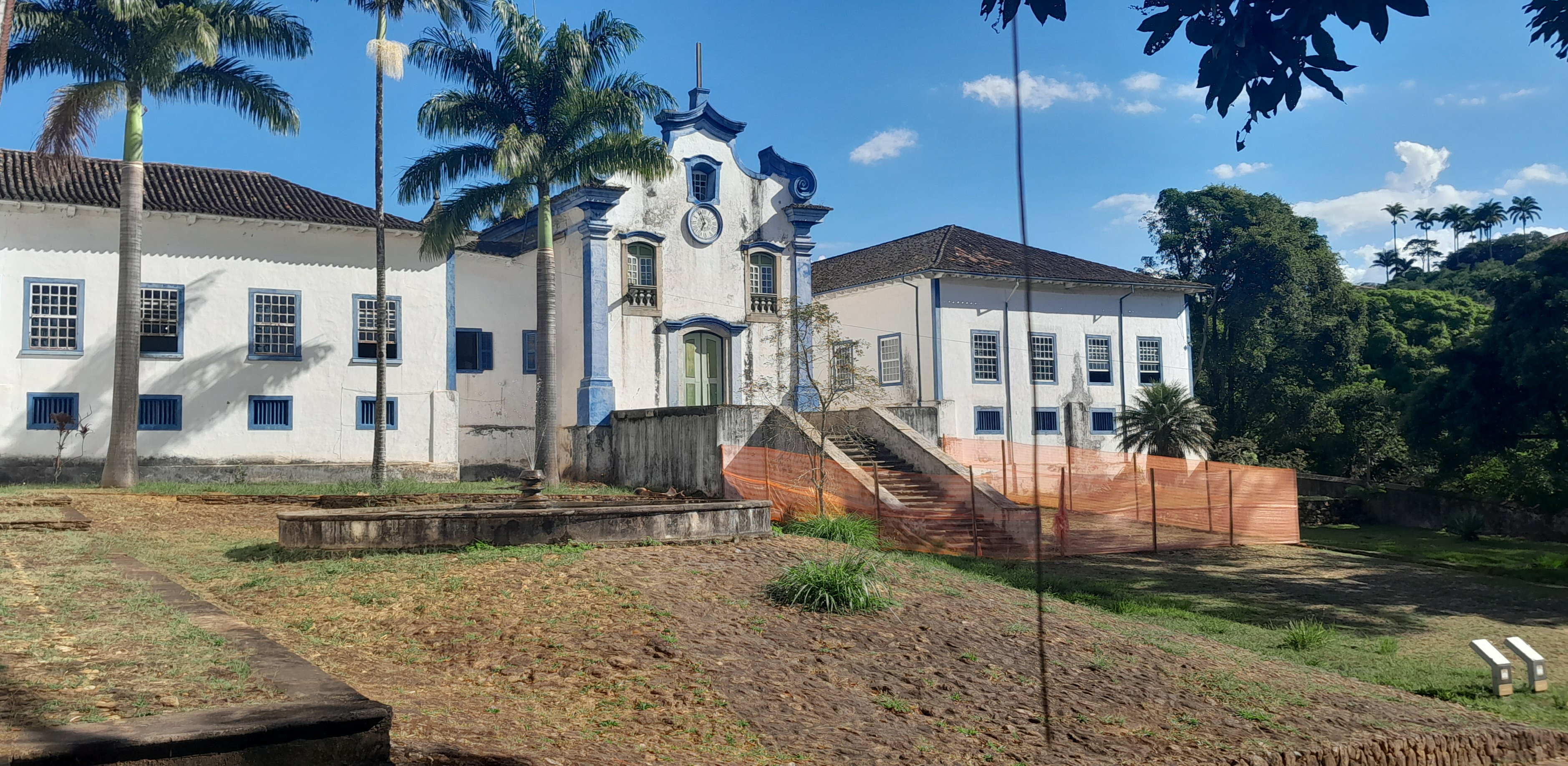
Instituto de Ciências Humanas e Sociais

O Instituto de Ciências Humanas e Sociais (ICHS) é uma unidade acadêmica da Universidade Federal de Ouro Preto, localizado na cidade de Mariana.

## Histórico
O ICHS tem origem no oferecimento de cursos de licenciatura de 1º grau (licenciatura curta) para formar professores de Letras, Estudos Sociais e Ciências que funcionaram no Colégio Providência no turno noturno, a partir de 12 de fevereiro de 1969 , como extensão da Faculdade de Filosofia, Ciências e Letras Santa Maria, da Pontifícia Universidade Católica de Minas Gerais.
Posteriormente os cursos foram repassados à Fundação Marianense de Educação, que surgiu pela Lei n. 3070 de dezembro de 1964, mantenedora da Faculdade de Filosofia de Mariana (FAFIM). Através dela, foi possível captar verbas para ajudar na manutenção dos cursos de licenciatura da Pontifícia Universidade Católica de Minas Gerais. A Fundação Marianense de Educação teve sua Assembléia Geral de Constituição dia 31 de agosto de 1971 na Residência Arquiepiscopal, sendo que a Prefeitura de Mariana prestou, desde o início, seu apoio por meio de contribuições financeiras.
No dia 9 de novembro de 1979 o Professor Antônio Fagundes de Souza, em histórico pronunciamento realizado na Igreja de São Francisco, anunciou a incorporação administrativa da Faculdade de Filosofia de Mariana à UFOP sob aplausos de quantos lotavam o referido templo.

## Cursos oferecidos
O ICHS oferece as graduações em História, Letras e Pedagogia, em cursos de licenciatura e bacharelado, e cursos de pós-graduação stricto sensu nas áreas de História, Letras e Educação. 

## Subdivisões
O ICHS possui três departamentos:
- Departamento de História (DEHIS)
- Departamento de Letras (DELET)
- Departamento de Educação (DEEDU)